# 27267 Wiberg
27267 Wiberg este un asteroid din centura principală de asteroizi.

## Descriere
27267 Wiberg este un asteroid din centura principală de asteroizi. A fost descoperit pe 28 decembrie 1999 la Fair Oaks Ranch de John V. McClusky. Asteroidul prezintă o orbită caracterizată de o semiaxă mare de 2,35 ua, o excentricitate de 0,12 și o înclinație de 9,1° în raport cu ecliptica.